# Latter Days: Best of Led Zeppelin Volume Two
Latter Days: Best of Led Zeppelin Volume Two е компилация на английската рок група „Лед Зепелин“, издадена от Атлантик Рекърдс на 21 март 2000 г. Песните са от периода 1973-1980. Албумът дебютира под номер 81 в класацията на Билборд 200 в САЩ.

## Списък с песните
1. The Song Remains the Same – 5:28 (Джими Пейдж, Робърт Плант)
2. No Quarter – 6:59 (Пейдж, Плант, Джон Пол Джоунс)
3. Houses of the Holy – 4:01 (Пейдж, Плант)
4. Trampled Under Foot – 5:35 (Пейдж, Плант, Джоунс)
5. Kashmir – 8:31 (Пейдж, Плант, Бонъм)
6. Ten Years Gone – 6:31 (Пейдж, Плант)
7. Achilles Last Stand – 10:22 (Пейдж, Плант)
8. Nobody's Fault but Mine – 6:27 (Пейдж, Плант)
9. All My Love – 5:53 (Джоунс, Плант)
10. In the Evening – 6:49 (Джоунс, Пейдж, Плант)

## Състав
- Робърт Плант – вокал, хармоника
- Джими Пейдж – акустична и електрическа китара, мандолина
- Джон Пол Джоунс – бас, орган, пиано, мелотрон, китара, мандолина, синтезатор
- Джон Бонъм – барабани, перкусия